# از اشارت‌های دریا
از اشارت‌های دریا: بوطیقای روایت در مثنوی کتابی از حمیدرضا توکلی است که در سال ۱۳۸۹ منتشر و در مراسم کتاب سال جمهوری اسلامی ایران به‌عنوان کتاب برگزیده معرفی شد.

## نقد
عیسی امن‌خانی (استاد دانشگاه گلستان) نقد مفصلی بر این کتاب نوشته‌است و نقاط ضعف زیر را برای کتاب برمی‌شمرد: الف) انتخاب نادرست نظریهٔ کتاب (ساختارگرایی و منطق مکالمهٔ باختین)؛ ب) رویکرد ارزش‌مدارانه و نه انتقادی در برخی از فصول کتاب (به‌ویژه در فصل چهارم)؛ پ) پراکندگی و عدم انسجام مطالب.